# نزع الوريد
نزع الوريد (بالإنجليزية: Vein stripping)‏ هو إجراء جراحي يتم تحت التخدير العام أو الموضعي للمساعدة في علاج الدوالي وغيرها من مظاهر الأمراض الوريدية المزمنة. عادة ما يكون الوريد «المنزوع» (المسحوب من تحت الجلد باستخدام الحد الأدنى من الشقوق) هو الوريد الصافن الكبير. تتضمن الجراحة عمل شقوق (عادة الفخذ والفخذ الإنسي) ، تليها إدخال سلك معدني أو بلاستيكي خاص في الوريد. يتم توصيل الوريد بالسلك ثم يتم سحبه من الجسم. تُخيط الشقوق وتُستخدم ضمادات الضغط في كثير من الأحيان في المنطقة.
أحيانًا ما تكون الإقامة الليلية في المستشفى مطلوبة، على الرغم من أن بعض العيادات قد تقوم بذلك كإجراء جراحي يومي. قد ينصح المرضى بتجنب النشاط البدني لعدة أيام أو أسابيع. ضمادة الضغط، تليها جوارب مرنة، هي وصفة شائعة للشفاء.

## مضاعفات
كما هو الحال مع أي عملية جراحية تتطلب التخدير، قد يعاني المرضى من بعض المضاعفات.
بعض المخاطر تشمل:
- الحساسية
- نزيف ما بعد الجراحة
- تجلط الأوردة العميقة والانسداد الرئوي
- إصابة الأعصاب تؤدي إلى خدر أو ضعف في المنطقة المصابة
- عدوى